# Hălmagiu
Hălmagiu – wieś w Rumunii, w okręgu Arad, w gminie Hălmagiu. W 2011 roku liczyła 987 mieszkańców. 